# Fulgazi
Fulgazi (en bengali : সোনাগাজী) est une upazila du Bangladesh dans le district de Feni. En 1991, on y dénombrait 103 426 habitants.